# Sukasukur (Mangunreja)
Sukasukur is een bestuurslaag in het regentschap Tasikmalaya van de provincie West-Java, Indonesië. Sukasukur telt 6084 inwoners (volkstelling 2010).